# Herman Felderhof

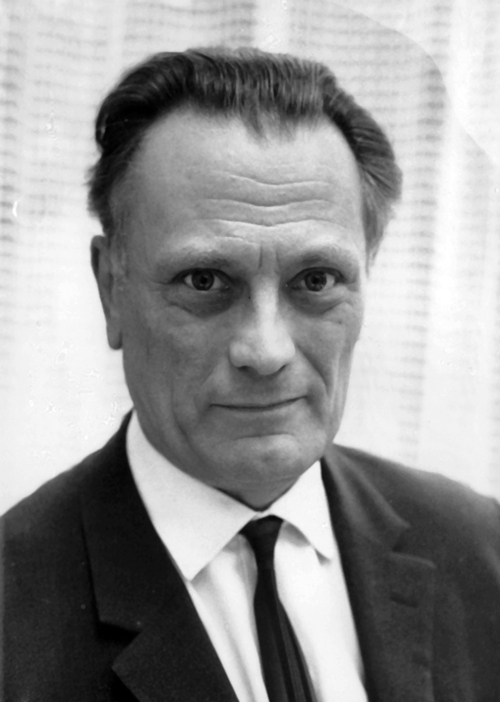
Herman Felderhof

Herman Hendrik Felderhof (Bussum, 21 november 1911 - Hilversum, 13 december 1994) was een Nederlands radioverslaggever en omroepbestuurder.
Hij begon zijn carrière in 1930 bij de AVRO als omroeper en werd later verslaggever bij de actualiteitenrubriek AVRO's Radiojournaal. De oudst bewaarde opname waarin hij te horen is dateert uit 1933, een verslag van het defilé bij het twaalfenhalfjarig jubileum van burgemeester de Vlugt van de gemeente Amsterdam. Ook in de jaren '30 versloeg Felderhof al gebeurtenissen rond het Koninklijk Huis, zoals het veertigjarig jubileum van Koningin Wilhelmina in 1938.
Tijdens de Tweede Wereldoorlog werkte Felderhof gewoon door, na het opheffen van de AVRO ook bij de Nederlandsche Omroep. In tegenstelling tot de meeste van zijn collega's had hij er een goede reden voor: al vroeg tijdens de oorlog kwam hij in aanraking met twee medewerkers van het Algemeen Handelsblad, die later voor de verzetskrant Het Parool gingen werken. Zij vroegen hem aan te blijven, zodat zij de Hilversumse zender zouden kunnen gebruiken om codeberichten naar Engeland te zenden. Daarvan is het echter nooit gekomen. In 1944 werd Felderhof medewerker van het illegale blad Vrij Nederland. Na de bevrijding werd hij redactie-secretaris.
Vervolgens keerde hij de AVRO de rug toe; hij ging werken voor Radio Herrijzend Nederland, Radio Nederland Wereldomroep en (in 1951) de NCRV, waar hij jarenlang de belangrijkste verslaggever van was en leiding gaf aan de actualiteitenrubriek Vandaag. De Radiokrant van Nederland. Historische gebeurtenissen die hij voor de Nederlandse radio versloeg waren onder andere de watersnood van 1953 en de begrafenis van Wilhelmina in 1962. In 1963 was hij net in de Verenigde Staten gearriveerd om de begrafenis van president Kennedy te verslaan, toen diens vermoedelijke moordenaar Lee Harvey Oswald werd vermoord, zodat Felderhof dit nieuws heet van de naald kon brengen.
In 1966 werd Herman Felderhof hoofd radioprogrammadienst van de Nederlandse Radio Unie, de NRU, oorspronkelijk een samenwerkingsverband van de omroepen, ten dienste van de technische faciliteiten, zoals radiostudio's en reportagewagens. Hij ging met pensioen in 1976. Daarna was hij nog een keer te horen als verslaggever bij een grote gebeurtenis: op 30 april 1980 versloeg hij de abdicatie van Koningin Juliana.
Felderhof schreef ook een aantal boeken, waaronder "Te midden van haar volk (ontmoetingen met Koningin Wilhelmina)", en de tekst van de cantate "Tot wien zullen wij henengaan?", een compositie van zijn broer Jan. Hij was de vader van radio- en televisiepresentator Rik Felderhof.
Herman Felderhof werd begraven op Begraafplaats Zuiderhof aan de Kolhornseweg in Hilversum. 